# DELF
DELF hay Diplôme d'études en langue française (Bằng tiếng Pháp cơ sở) là một hệ thống bằng kiểm tra khả năng Pháp ngữ của những người sử dụng tiếng Pháp không phải là tiếng mẹ đẻ. Bài thi được điều hành bởi CIEP (Trung tâm Sư phạm Quốc tế) trực thuộc Bộ Giáo dục Pháp. Trên thế giới có khoảng 900 trường được công nhận cấp văn bằng này tại 154 quốc gia (kể cả Pháp).
DELF bao gồm bốn bằng tương ứng với bốn cấp độ đầu tiên của CEFR (Khung tham chiếu ngôn ngữ chung châu Âu): A1, A2, B1 và B2. Trên các cấp độ này là cấp độ C1 và C2 (Proficient user - Sử dụng thành thạo) sẽ được đánh giá bởi bài thi DALF. Bài thi DELF có ba hình thức thi:
- "DELF Prim" cho học sinh tiểu học từ 8 đến 12 tuổi (chỉ có cấp độ A1)
- "DELF Junior et Scolaire" cho học sinh trung học từ 12 đến 16 tuổi
- "DELF Tous Publics" cho các đối tượng còn lại (người lớn)

Các hình thức thi này có giá trị như nhau và cùng được cấp chung một loại bằng cấp tương ứng với từng trình độ. Điều khác biệt duy nhất là tài liệu và chủ đề thay đổi để phù hợp với lứa tuổi thiếu nhi và thiếu niên ở hai hình thức đầu. DELF không phải là "chứng chỉ", mà là "bằng cấp" có giá trị suốt đời.

## Văn bằng tiếng Pháp
| Khung qui chiếu | Văn bằng DELF-DALF                   | Trình độ  |
| --------------- | ------------------------------------ | --------- |
| A1.1            | DELF A1.1 (Prim)                     | Sơ cấp    |
| A1              | DELF A1 (Prim, Junior, Tous Publics) | Sơ cấp    |
| A2              | DELF A2 (Prim, Junior, Tous Publics) | Sơ cấp    |
| B1              | DELF B1 (Junior, Tous Publics)       | Trung cấp |
| B2              | DELF B2 (Junior, Tous Publics)       | Trung cấp |
| C1              | DALF C1                              | Cao cấp   |
| C2              | DALF C2                              | Cao cấp   |

## Cấu trúc bài thi
Bài thi DELF đánh giá toàn diện bốn kĩ năng Nghe, Nói, Đọc và Viết. Các thí sinh sẽ thi Nghe, Đọc, Viết (gọi chung là "Epreuves Collectives") lần lượt trong một buổi, và thi Nói trong một buổi khác.

### Phần 1: Thi Nghe
Bài thi Nghe (Compréhension de l'oral - CO) yêu cầu thí sinh phải trả lời một loạt các câu hỏi nghe-hiểu liên quan đến nội dung bài. Từ cấp độ A1 đến B1, mỗi bài nghe được nghe hai lần, với độ dài mỗi bài ít nhất là 3 phút ở cấp độ A1 và cao nhất là 6 phút ở cấp độ B1. Trong bài thi cấp độ B2, thí sinh sẽ phải nghe hai bài nghe: bài thứ nhất sẽ được nghe hai lần, trong khi bài thứ hai chỉ được nghe một lần. Độ dài mỗi bài nghe ở cấp độ B2 là khoảng 8 phút.

### Phần 2: Thi Đọc
Bài thi Đọc (Compréhension des écrits - CE) kiểm tra trình độ đọc-hiểu của thí sinh qua các bài đọc, được theo sau bởi các dạng câu hỏi: trắc nghiệm khách quan nhiều lựa chọn, xác định đúng/sai) hay viết câu trả lời ngắn. Ở cấp độ A1 và A2 là các bài đọc ngắn và các biển báo, chỉ dẫn. Ở cấp độ B1 và B2 là các bài đọc dài hơn, với độ dài khoảng 1000 từ ở bài thi B2.

### Phần 3: Thi Viết
Bài thi Viết (Production écrite - PE) kiểm tra kĩ năng viết của thí sinh, với chủ đề và hình thức thay đổi tuỳ theo cấp độ.
- Cấp độ A1 - Bài đầu tiên yêu cầu thí sinh điền vào một biểu mẫu với thông tin cá nhân. Bài thứ hai xoay quanh chủ đề về cuộc sống hằng ngày.
- Cấp độ A2 - Bài đầu tiên yêu cầu thí sinh miêu tả một sự kiện hay một kinh nghiệm của bản thân. Bài thứ hai là viết về một lời mời, một lời chúc mừng, cung cấp thông tin,...
- Cấp độ B1 - Thí sinh được yêu cầu nêu quan điểm cá nhân về một đề tài dưới hình thức một bài tiểu luận hoặc một lá thư.
- Cấp độ B2 - Thí sinh được yêu cầu nêu quan điểm và những tranh luận cá nhân với các hình thức tương tự cấp độ B1.

Độ dài yêu cầu của bài viết là 40 từ cho cấp độ A1, 60 đến 80 từ cho A2, 160-180 từ cho B1, và tối thiểu 250 từ cho B2.

### Phần 4: Thi Nói
Ở bài thi Nói (Production orale - PO) cấp độ A1 và A2, thí sinh tham gia vào một bài đối thoại có định hướng với giám khảo; trong đó, thí sinh sẽ được cung cấp những gợi ý về chủ đề của bài nói, và thực hiện việc trao đổi thông tin, hay đóng vai, với giám khảo.
Ở cấp độ B1, thí sinh cũng sẽ tham gia vào một bài đối thoại có định hướng với giám khảo, theo sau là một bài tập tương tác, và phần thảo luận về một tài liệu được cung cấp.
Ở cấp độ B2, thí sinh sẽ nêu ý kiến cũng nhưng bảo vệ quan điểm của mình, dựa trên một tài liệu ngắn được cung cấp.

## Thang điểm
Mặc dù độ khó thay đổi theo từng cấp độ, nhưng thang điểm của mỗi bài thi là như nhau. Mỗi phần thi được chấm trên thang điểm 25, và cả bài thi sẽ là 100 điểm. Mức tối thiểu để đậu là 5 trên 25 điểm ở mỗi phần thi, và tổng điểm bài thi phải đạt ít nhất 50 trên 100.

## Thời gian làm bài
| Bài thi | Nghe (CO) | Đọc (CE) | Viết (PE) | Tổng cộng các bài thi "Epreuves Collectives" | Nói (PO)                     |
| ------- | --------- | -------- | --------- | -------------------------------------------- | ---------------------------- |
| DELF A1 | 20 phút   | 30 phút  | 30 phút   | 80 phút                                      | 5–7 phút và 10 phút chuẩn bị |
| DELF A2 | 25 phút   | 30 phút  | 45 phút   | 100 phút                                     | 6–8 phút và 10 phút chuẩn bị |
| DELF B1 | 25 phút   | 35 phút  | 45 phút   | 105 phút                                     | 15 phút và 10 phút chuẩn bị  |
| DELF B2 | 30 phút   | 60 phút  | 60 phút   | 150 phút                                     | 20 phút và 30 phút chuẩn bị  |